# Rascló de Rosenberg
El rascló de Rosenberg (Gymnocrex rosenbergii) és una espècie d'ocell de la família dels ràl·lids (Rallidae) que habita boscos humits de Sulawesi.